# Lindsley Parsons
Lindsley Parsons est un scénariste et un producteur américain né le 12 septembre 1905 à Tacoma (Washington) et mort le 8 octobre 1992 à Los Angeles (Californie).

## Biographie
Parsons fait ses études à l'Université de Californie à Los Angeles.
Il commence une carrière de journaliste dans diverses publications de Californie, puis devient rédacteur en chef du San Marino News. En 1931, il devient chef de la publicité pour Monogram Pictures. Pendant les années 1930, il écrit de nombreux scénarios, notamment pour des westerns de série B avec John Wayne. Il travaillera au cours de sa carrière avec Monogram / Allied Artists, Republic, Grand National Studios, et produira plusieurs dizaines films, dont certains de Budd Boetticher.

## Filmographie

### Comme producteur
- 1937 : The Mystery of the Hooded Horsemen de Ray Taylor
- 1937 : Sing, Cowboy, sing de Robert N. Bradbury
- 1938 : Tough Kid de Howard Bretherton
- 1938 : Wanted by the Police de Howard Bretherton
- 1938 : Rollin' Plains de Albert Herman
- 1938 : Frontier Town (en) de Ray Taylor
- 1939 : Oklahoma Terror de Spencer Gordon Bennet
- 1939 : Boys' Reformatory de Howard Bretherton
- 1959 : The Purple Gang de Frank McDonald
- 1940 : Up in the Air (en) de Howard Bretherton
- 1940 : Laughing at Danger de Howard Bretherton
- 1941 : Top Sergeant Mulligan de Jean Yarbrough
- 1941 : Let's Go Collegiate de Jean Yarbrough
- 1941 : Father Steps Out de Jean Yarbrough
- 1941 : The Gang's All Here (en) de Jean Yarbrough
- 1941 : Le Roi des zombies (King of the Zombies) de Jean Yarbrough
- 1941 : You're Out of Luck de Howard Bretherton
- 1942 : Criminal Investigator de Jean Yarbrough
- 1942 : Police Bullets de Jean Yarbrough
- 1942 : Lure of the Islands de Jean Yarbrough
- 1942 : So's Your Aunt Emma! de Jean Yarbrough
- 1942 : Law of the Jungle de Jean Yarbrough
- 1942 : Man from Headquarters de Jean Yarbrough
- 1942 : Freckles Comes Home de Jean Yarbrough
- 1943 : Campus Rhythm de Arthur Dreifuss
- 1943 : Nearly Eighteen de Arthur Dreifuss
- 1943 : Mystery of the 13th Guest de William Beaudine
- 1943 : Revenge of the Zombies de Steve Sekely
- 1943 : Melody Parade de Arthur Dreifuss
- 1943 : Wings Over the Pacific de Phil Rosen
- 1943 : Silver Skates de Leslie Goodwins
- 1943 : Cosmo Jones, Crime Smasher de James Tinling
- 1943 : You Can't Beat the Law de Phil Rosen
- 1944 : Army Wives de Phil Rosen
- 1944 : Alaska de George Archainbaud
- 1944 : Leave It to the Irish de William Beaudine
- 1944 : Detective Kitty O'Day de William Beaudine
- 1944 : Hot Rhythm de William Beaudine
- 1953 : Jack Slade le damné de Harold D. Schuster
- 1945 : G.I. Honeymoon de Phil Karlson
- 1945 : Fashion Model de William Beaudine
- 1945 : Adventures of Kitty O'Day de William Beaudine
- 1946 : Ginger de Oliver Drake
- 1946 : Les Dés sanglants de William Beaudine
- 1946 : Bowery Bombshell de Phil Karlson
- 1946 : Le Million de Richard (In Fast Company) de Del Lord
- 1946 : Swing Parade of 1946 de Phil Karlson
- 1946 : Frayeur de Alfred Zeisler
- 1946 : Live Wires de Phil Karlson
- 1947 : Louisiana de Phil Karlson
- 1948 : Captif en mer (Kidnapped) de William Beaudine
- 1948 : Rocky de Phil Karlson et William Beaudine
- 1949 : The Wolf Hunters de Budd Boetticher
- 1949 : Black Midnight de Budd Boetticher
- 1949 : Trail of the Yukon de William Beaudine
- 1949 : Mississippi Rhythm de Derwin Abrahams
- 1949 : Tuna Clipper de William Beaudine
- 1950 : Traqué dans la Sierra de Frank McDonald
- 1950 : Call of the Klondike de Frank McDonald
- 1950 : Big Timber de Jean Yarbrough
- 1950 : Snow Dog de Frank McDonald
- 1950 : Square Dance Katy de Jean Yarbrough
- 1950 : Les Requins du Pacifique (Killer Shark) de Oscar Boetticher
- 1951 : Northwest Territory de Frank McDonald
- 1951 : Yellow Fin de Frank McDonald
- 1951 : Yukon Manhunt de Frank McDonald
- 1951 : Casa Manana de Jean Yarbrough
- 1951 : Rhythm Inn de Paul Landres
- 1952 : Le Sillage de la mort de Lew Landers
- 1952 : Arctic Flight de Lew Landers
- 1952 : Desert Pursuit (en) de George Blair
- 1953 : Mexican Manhunt de Rex Bailey
- 1953 : Northern Patrol de Rex Bailey
- 1953 : Tangier Incident de Lew Landers
- 1953 : Fangs of the Arctic de Rex Bailey
- 1954 : La Vengeance de Scarface de Mark Stevens
- 1954 : Loophole de Harold D. Schuster
- 1955 : The Return of Jack Slade de Harold D. Schuster
- 1955 : Finger Man de Harold D. Schuster
- 1956 : The Cruel Tower de Lew Landers
- 1956 : Strange Intruder de Irving Rapper
- 1956 : Infamie (The Come On) de Russell Birdwell
- 1957 : Le Repaire de l'aigle noir de Paul Landres
- 1957 : Portland Exposé de Harold D. Schuster
- 1957 : La Poursuite fantastique de Harold D. Schuster
- 1958 : Wolf Larsen de Harmon Jones
- 1965 : Mara of the Wilderness de Frank McDonald
- 1967 : Good Times (en) de William Friedkin
- 1969 : The Big Cube de Tito Davison

### Comme scénariste
- 1933 : Justice pour un innocent de Armand Schaefer
- 1934 : The Trail Beyond de Robert N. Bradbury
- 1934 : Randy le solitaire (Randy Rides Alone)  de Harry L. Fraser
- 1934 : L'Homme de l'Utah de Robert N. Bradbury
- 1935 : Lawless Range de Robert N. Bradbury
- 1935 : Les Loups du désert (Westward Ho) de Robert N. Bradbury
- 1935 : Paradise Canyon de Carl Pierson
- 1935 : The Desert Trail de Lewis D. Collins
- 1935 : Rainbow Valley de Robert N. Bradbury
- 1935 : The Lone Bandit de J.P. McGowan
- 1938 : The Utah Trail de Albert Herman
- 1936 : Headin' for the Rio Grande de Robert N. Bradbury
- 1936 : The Oregon Trail de Scott Pembroke
- 1937 : Tex Rides with the Boy Scouts de Ray Taylor
- 1937 : Riders of the Rockies de Robert N. Bradbury
- 1937 : Trouble in Texas de Robert N. Bradbury
- 1937 : Arizona Days (en) de John English
- 1938 : Panamint's Bad Man de Ray Taylor
- 1938 : Rollin' Plains de Albert Herman
- 1938 : Frontier Town (en) de Ray Taylor
- 1939 : Oklahoma Terror de Spencer Gordon Bennet
- 1944 : The Utah Kid de Vernon Keays
- 1948 : Frontier Revenge de Ray Taylor